# Dick Sanderman
Dick Sanderman (Almelo, 1956) is een Nederlands organist en componist.

## Loopbaan
Sanderman studeerde orgel aan het Stedelijk Conservatorium in Zwolle waar hij les kreeg van Jaap Dragt. Hij behaalde in 1980 zijn einddiploma. Hierna volgde hij nog zomercursussen bij Daniel Roth, Hans Haselböck en Jean Guillou. Hij werd in 1983 winnaar van het Nationaal Orgelimprovisatieconcours in Bolsward.
Sanderman werd in 1977 benoemd tot organist in de Zuiderkerk in Rijssen. Later werd hij daar ook organist in de Schildkerk en bespeelde hij het orgel in het gemeentehuis. Hij was daarnaast 38 jaar lang directeur van de Rijssense muziekschool. Ook componeerde hij voor vele psalmen en liedbundels en was eindredacteur van het boek Organist in de praktijk uit 2014. In 2015 werd hij benoemd tot Ridder in de Orde van Oranje Nassau wegens zijn bijdrage aan de kerkmuziek.

## Publicaties

### Boeken
- (2018) 150 Psalmen & Enige Gezangen

### Cd's
- (2014) Psalmen uit Epe

### Bladmuziek
- Psalm 122
- Laat zich ’t orgel overal
- Met blijde feestgezangen
- Met blijde klanken
- Koren, koralen en aria’s uit de Mattheuspassion
- Psalm 84 voor fluit, trompet en orgel
- Glorie aan God
- London Scenes
- Musica de Pascua
- Gloria in excelsis Deo
- Abide with me
- U zij de glorie
- Gedenken
- Psalmen uit Epe
- Abba, Vader
- Divertimento
- Joy to the world!
- Away in a manger
- Psalm- en Liedbewerkingen
- Uw liefde doet mij zingen
- 18 Koraalvoorspelen
- Processional
- Lofzang van Maria
- De kracht van Uw liefde
- Partita Psalm 87
- Be Thou My Vision
- Little Town of Bethlehem
- Odds and Ends
- Ga met God en Hij zal met je zijn
- Houdt dan de lofzang gaande
- Dank, trouwe Heer
- Dat uw ogen nacht en dag
- De koning maakt een gouden beeld
- Een zwarte man uit Afrika
- Het Heilig Avondmaal
- Hoe groot is toch de liefde van de Vader
- Ik zing van de heuvel die Golgotha heet
- In Kana is het feest vandaag
- Maria, waarom huil je
- Onze Vader (Sanderman)
- Wees eerlijk, doe de mensen recht